# Lone Krag Sehested
Lone Krag Sehested (født 1. februar 1959 i Assens) er en dansk jurist og politidirektør i Sydøstjyllands Politi. 

## Baggrund og tidligere karriere
- Student (Aabenraa Statsskole) 1978.
- Cand. jur. (Aarhus Universitet) 1983.
- Politifuldmægtig i Odense og Kolding.
- Ansat ved Statsadvokaturen i Sønderborg.
- Politiassessor i Vejle.
- Fungerende vicepolitimester i Kolding
- Vicepolitimester i Haderslev.
- Konstitueret politimester i Haderslev
- Konstitueret politimester i Tønder
- Politimester i Fredericia.
- Konstitueret politimester i Haderslev i 1999 og Tønder i 2000.
- Politimester i Fredericia 2003.
- Som led i et chefudviklingsforløb, har hun haft tre måneders orlov (1. februar -1. maj 2006) for at sidde i direktionen som direktionsassistent i Coloplast A/S.
- Politidirektør i Sydøstjyllands Politi 2006.

## Eksterne kilder
- Lone Krag Sehested Arkiveret 7. februar 2009 hos  Wayback Machine
- Frustrationer hos Sydøstjyllands Politi Arkiveret 8. februar 2022 hos  Wayback Machine
- Medlem af Tænketanken Public Governance Arkiveret 4. august 2007 hos  Wayback Machine